# Wolfgang Koch (Politiker)
Wolfgang Koch (* 1956 in Rheine) ist ein deutscher Kommunalpolitiker der CDU und ehemaliger Bürgermeister der ostwestfälischen Stadt Bünde.

## Werdegang
Wolfgang Koch ist Volljurist von Beruf.  In die CDU trat er 2008 ein, bis dahin hatte er in der Kommunalpolitik keine Rolle gespielt. Bei den Kommunalwahlen 2009 wurde er erstmals zum Bürgermeister von Bünde gewählt; er konnte sich mit rund 34 Prozent gegen fünf Mitbewerber durchsetzen, damals reichte noch die einfache Mehrheit. Bei den Kommunalwahlen 2014 gewann er mit 52,6 Prozent eine Stichwahl gegen den SPD-Kandidaten Horst Beck und wurde somit im Amt bestätigt.
Im November 2020 wurde er von der SPD-Kandidatin Susanne Rutenkröger abgelöst.